# Critics' Choice Television Award du meilleur acteur dans une mini-série ou un téléfilm

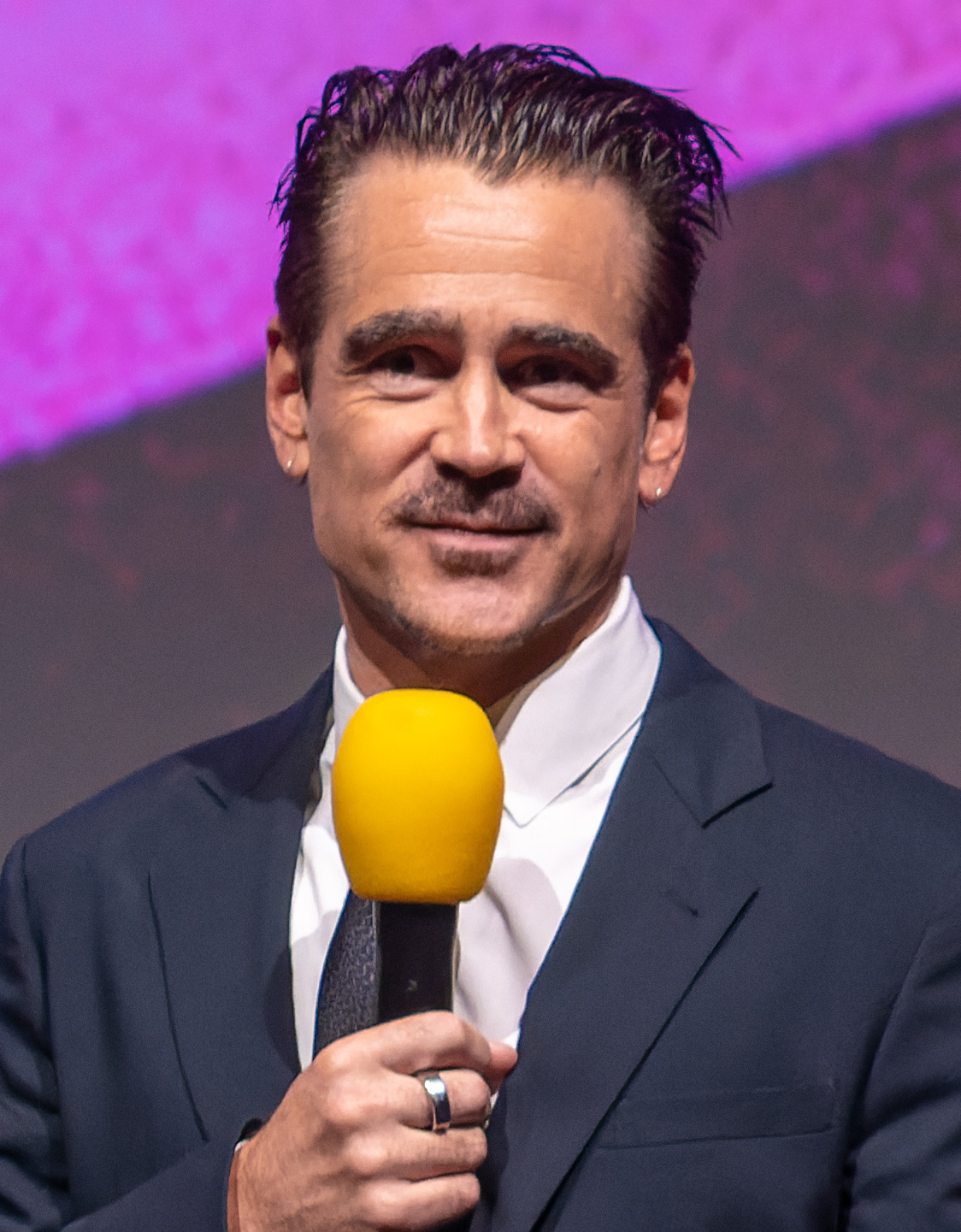
Le lauréat 2025 : Colin Farrell

Le Critics' Choice Television Award du meilleur acteur dans une mini-série ou un téléfilm (Critics' Choice Television Award for Best Movie/Miniseries Actor) est l'une des récompenses décernées aux professionnels de l'industrie du cinéma par le jury de la Broadcast Television Journalists Association depuis 2012.

## Palmarès

### Années 2010
- 2012 : Benedict Cumberbatch pour le rôle de Sherlock Holmes dans Sherlock
  - Kevin Costner pour le rôle de Devil Anse Hatfield dans HatHatfields and McCoys
  - Idris Elba pour le rôle du DCI John Luther dans Luther
  - Woody Harrelson pour le rôle de Steve Schmidt dans Game Change
  - Bill Nighy pour le rôle de Johnny Worricker dans Page Eight
  - Dominic West pour le rôle de Hector Madden dans The Hour

- 2013 : Michael Douglas pour le rôle de Liberace dans Ma vie avec Liberace (Behind the Candelabra)
  - Benedict Cumberbatch pour le rôle de Christopher Tietjens dans Parade's End
  - Matt Damon pour le rôle de Scott Thorson dans Ma vie avec Liberace (Behind the Candelabra)
  - Toby Jones pour le rôle d'Alfred Hitchcock dans The Girl
  - Al Pacino pour le rôle de Johnny Worricker dans Phil Spector
  - Dominic West pour le rôle de Hector Madden dans The Hour

- 2014 : Billy Bob Thornton pour le rôle de Lorne Malvo dans Fargo
  - David Bradley pour le rôle de William Hartnell dans An Adventure in Space and Time
  - Benedict Cumberbatch pour le rôle de Sherlock Holmes dans Sherlock: Son dernier coup d'éclat (His Last Vow)
  - Chiwetel Ejiofor pour le rôle de Louis Lester dans Dancing on the Edge
  - Martin Freeman pour le rôle de Lester Nygaard dans Fargo
  - Mark Ruffalo pour le rôle de Ned Weeks dans The Normal Heart

- 2015 : David Oyelowo pour le rôle de Peter Snowden dans Nightingale
  - Michael Gambon  pour le rôle de Howard Mollison dans The Casual Vacancy
  - Richard Jenkins pour le rôle de Henry Kitteridge dans Olive Kitteridge
  - James Nesbitt pour le rôle de Tony Hughes dans The Missing
  - Mark Rylance pour le rôle de Thomas Cromwell dans Wolf Hall
  - Kiefer Sutherland pour le rôle de Jack Bauer dans 24: Live Another Day

- 2016 : Idris Elba pour le rôle du DCI John Luther dans Luther
  - Wes Bentley pour le rôle du DCI John Lowe dans American Horror Story: Hotel
  - Martin Clunes pour le rôle d'Arthur Conan Doyle dans Arthur & George
  - Oscar Isaac pour le rôle de Nick Wasicsko dans Show Me a Hero
  - Vincent Kartheiser pour le rôle de William Bradford dans Saints & Strangers
  - Patrick Wilson pour le rôle de Lou Solverson dans Fargo

- 2016 : Courtney B. Vance pour le rôle de Johnnie Cochran Jr dans American Crime Story : People vs. J.O. Simpson (The People v. O. J. Simspon)
  - Bryan Cranston pour le rôle de Lyndon B. Johnson dans All the Way
  - Benedict Cumberbatch pour le rôle de Sherlock Holmes dans Sherlock: L'Effroyable Mariée (The Abominable Bride)
  - Cuba Gooding Jr. pour le rôle d'O. J. Simpson dans American Crime Story : People vs. J.O. Simpson (The People v. O. J. Simpson)
  - Tom Hiddleston pour le rôle de Jonathan Pine dans The Night Manager
  - Tim Matheson pour le rôle de Ronald Reagan dans Killing Reagan

- 2018 : Ewan McGregor pour le rôle d'Emmit Stussy / Ray Stussy dans Fargo
  - Jeff Daniels pour le rôle de Frank Griffin dans Godless
  - Robert De Niro pour le rôle de Bernard Madoff dans The Wizard of Lies
  - Jack O'Connell pour le rôle de Roy Goode dans Godless
  - Evan Peters pour le rôle de Kai Anderson dans American Crime Story: Cult
  - Bill Pullman pour le rôle du DCI Harry Ambrose dans The Sinner
  - Jimmy Tatro pour le rôle de Dylan Maxwell dans American Vandal

- 2019 : Darren Criss pour le rôle d'Andrew Cunanan dans American Crime Story: The Assassination of Gianni Versace
  - Antonio Banderas pour le rôle de Pablo Picasso dans Genius: Picasso
  - Paul Dano pour le rôle de David Sweat dans Escape at Dannemora
  - Benicio del Toro pour le rôle de Richard Matt dans Escape at Dannemora
  - Hugh Grant pour le rôle de Jeremy Thorpe dans A Very English Scandal
  - John Legend pour le rôle de Jésus Christ dans Jesus Christ Superstar Live in Concert

### Années 2020
- 2020 : Jharrel Jerome pour le rôle de Korey Wise dans Dans leur regard (When They See Us)
  - Christopher Abbott pour le rôle de Capt. John Yossarian dans Catch-22
  - Mahershala Ali pour le rôle de Wayne Hays dans True Detective
  - Russell Crowe pour le rôle de Roger Ailes dans The Loudest Voice
  - Jared Harris pour le rôle de Valery Legasov dans Chernobyl
  - Sam Rockwell pour le rôle de Bob Fosse dans Fosse/Verdon
  - Noah Wyle pour le rôle de Daniel Calder dans The Red Line

- 2021 : John Boyega pour le rôle de Leroy Logan dans Small Axe
  - Hugh Grant pour le rôle de Jonathan Fraser dans The Undoing
  - Paul Mescal pour le rôle de Connell Waldron dans Normal People
  - Chris Rock pour le rôle de Loy Cannon dans Fargo
  - Mark Ruffalo pour les rôles de Dominick et Thomas Birdsey dans I Know This Much Is True
  - Morgan Spector pour le rôle d'Herman Levin dans The Plot Against America

- 2022 : Michael Keaton pour le rôle du Dr. Samuel Finnix dans Dopesick
  - Olly Alexander pour le rôle de Ritchie Tozer dans It's a Sin
  - Paul Bettany pour le rôle de Vision dans WandaVision
  - William Jackson Harper pour le rôle de Mardus Watkins dans Love Life
  - Joshua Jackson pour le rôle de Christopher Duntsch dans Dr. Death
  - Hamish Linklater pour le rôle de Paul Hill dans Sermons de minuit

- 2023 : Daniel Radcliffe pour le rôle de Weird Al Yankovic dans Weird: The Al Yankovic Story
  - Ben Foster pour le rôle de Harry Haft dans Le Survivant
  - Andrew Garfield pour le rôle de Détective Jeb Pyre dans Sur ordre de Dieu
  - Samuel L. Jackson pour le rôle de Ptolemy Gret dans Les Derniers Jours de Ptolemy Grey
  - Sebastian Stan pour le rôle de Tommy Lee dans Pam and Tommy
  - Ben Whishaw pour le rôle de Adam Kay dans This Is Going to Hurt
- 2024 : Steven Yeun pour le rôle de Daniel "Danny" Cho dans Acharnés
  - Matt Bomer pour le rôle de Hawkins "Hawk" Fuller dans Fellow Travelers
  - Tom Holland pour le rôle de Danny Sullivan dans The Crowded Room
  - David Oyelowo pour le rôle de Bass Reeves dans Lawmen : L'histoire de Bass Reeves
  - Tony Shalhoub pour le rôle d'Adrian Monk dans Mr. Monk's Last Case: A Monk Movie
  - Kiefer Sutherland pour le rôle du Lieutenant Queeg dans L'Affaire de la mutinerie du Caine

- 2025 : Colin Farrell pour le rôle de Oswald « Oz » Cobb / Le Pingouin dans The Penguin
  - Richard Gadd pour le rôle de Donny Dunn dans Mon petit renne (Baby Reindeer)
  - Tom Hollander pour le rôle de Truman Capote dans Feud : Les Trahisons de Truman Capote (Feud: Capote vs. The Swans)
  - Kevin Kline pour le rôle de Stephen Brigstocke dans Disclaimer
  - Ewan McGregor pour le rôle de Alexander Ilyich Rostov dans A Gentleman in Moscow
  - Andrew Scott pour le rôle de Tom Ripley dans Ripley

## Statistiques

### Nominations multiples
4 : Benedict Cumberbatch
2 : Idris Elba, Dominic West, Hugh Grant, David Oyelowo, Mark Ruffalo, Kiefer Sutherland